# Andreas Berger
Andreas Berger (Gmunden, 9 giugno 1961) è un ex velocista austriaco, campione europeo indoor dei 60 metri piani nel 1989.

## Record nazionali

### Seniores
- 60 metri piani indoor: 6"56 ( Vienna, 27 febbraio 1988 -  L'Aia, 18 febbraio 1989)
- 100 metri piani: 10"15 ( Linz, 16 settembre 1988)

## Palmarès
| Anno | Manifestazione  | Sede       | Evento      | Risultato        | Prestazione | Note |
| ---- | --------------- | ---------- | ----------- | ---------------- | ----------- | ---- |
| 1986 | Europei indoor  | Madrid     | 60 m piani  | 5º               | 6"70        |      |
| 1987 | Mondiali        | Roma       | 100 m piani | Semifinale       | 10"37       |      |
| 1987 | Mondiali        | Roma       | 200 m piani | Semifinale       | 20"99       |      |
| 1988 | Europei indoor  | Budapest   | 60 m piani  | Semifinale       | 6"62        |      |
| 1988 | Europei indoor  | Budapest   | 200 m piani | 4º               | 20"85       |      |
| 1988 | Giochi olimpici | Seul       | 100 m piani | Quarti di finale | 10"34       |      |
| 1988 | Giochi olimpici | Seul       | 200 m piani | Quarti di finale | 21"40       |      |
| 1989 | Europei indoor  | L'Aia      | 60 m piani  | Oro              | 6"56        |      |
| 1989 | Europei indoor  | L'Aia      | 200 m piani | 4º               | 21"33       |      |
| 1989 | Mondiali indoor | Budapest   | 60 m piani  | Semifinale       | 6"62        |      |
| 1990 | Europei indoor  | Glasgow    | 60 m piani  | 4º               | 6"66        |      |
| 1991 | Mondiali indoor | Siviglia   | 60 m piani  | Semifinale       | 6"68        |      |
| 1991 | Mondiali        | Tokyo      | 100 m piani | Quarti di finale | dns         |      |
| 1992 | Giochi olimpici | Barcellona | 100 m piani | Batteria         | dq          |      |
| 1992 | Giochi olimpici | Barcellona | 200 m piani | Quarti di finale | 21"02       |      |
| 1992 | Giochi olimpici | Barcellona | 4 × 100 m   | 7º               | 39"30       |      |